# Neusser EV
Der Neusser Eishockey Verein e. V. (kurz: „Neusser EV“ oder „NEV“) ist ein Eishockeyverein aus Neuss. Er spielt seit 2015 in der Eishockey-Regionalliga.

## Geschichte

### 1973 bis 1989 – „NSC“
Im Jahr 1973 begründete der Neusser SC die Tradition des Eishockeysports in Neuss. Der Spielbetrieb wurde in der Saison 1975/76 aufgenommen, die Herrenmannschaft spielte von 1986/87 bis 1988/89 in der 2. Bundesliga. In Neuss begannen unter anderem der ehemalige deutsche Nationaltorwart Helmut de Raaf (114 Länderspiele) und der deutsche Nationalspieler Mark MacKay (90 Spiele, 13 Tore) ihre Karriere. Nachdem der Klub im Gründungsjahr 1973 zunächst in der Regionalliga starten musste, gelang dem Neusser SC in den folgenden Spielzeiten der Aufstieg in die Oberliga.
Nach acht Jahren in der dritthöchsten deutschen Spielklasse, konnte zum Ende der Spielzeit 1985/86 der Aufstieg in die 2. Bundesliga perfekt gemacht werden. Es folgten weitere drei Jahre, ehe der NSC in der Saison 1988/89 den Spielbetrieb einstellen musste.

### 1989 bis 1995 – „NEC“
Nach dem Neusser SC setzte der Neusser EC den Spielbetrieb fort, dessen Herrenmannschaft zunächst in der Regionalliga-West spielte. In der Saison 1992/93 erreichte das Team die sportliche Qualifikation zur Oberliga. Als Aufsteiger schafften die Neusser den Durchmarsch in die damals zweithöchste deutsche Spielklasse, die 1. Liga Nord.
Die ebenfalls erfolgreiche Frauenmannschaft des NEC gewann unter der Leitung von Thomas Althausen und Uli Hecht 1992/93 die Deutsche Meisterschaft. Die Ära des Neusser EC endete im April 1995. Kurz bevor der Verein Konkurs gegangen war, erreichte er das Achtelfinale der Play-offs, was in Anbetracht der damaligen finanziellen Möglichkeiten ein großer Erfolg für den NEC war.

### Seit 1995 – „NEV“
Der Neusser EV wurde 1995 als Nachfolgeverein des in Konkurs gegangenen Neusser EC gegründet. Der neu gegründete Verein nahm neun Ex-Neusser unter Vertrag und nominierte des Weiteren einige Junioren in die erste Mannschaft. Folglich musste der NEV in der Landesliga antreten. Dort blieb die Mannschaft ohne Niederlage und stieg somit in die Verbandsliga auf, die man anschließend auf Wunsch des LEV NRW überspringen durfte.
In der ersten Regionalliga-Saison belegte der NEV nach der Vorrunde nur den fünften Platz, stellte aber einen Antrag beim Landesverband, im Regionalligapokal mitspielen zu dürfen. Trotz fehlender sportlicher Qualifikation für diese Runde, wurde dem Antrag stattgegeben. Nach dem ersten Spieltag legten einige Klubs Einspruch gegen diese Entscheidung ein und bekamen teilweise Recht. Der NEV musste daraufhin im Regionalligapokal sowie in der Qualifikationsrunde für die Regionalliga antreten. Dies gelang den Verantwortlichen des Neusser Eishockeyvereins nur, weil daraufhin auch die Junioren zum Spielbetrieb angemeldet wurden. So wurde dann kurzfristig entschieden, welche Spieler wo antraten.
Die erfolgreichste Spielzeit des Neusser EV war die Saison 2005/2006, als der NEV ungeschlagener Meister der Regionalliga Nordrhein-Westfalen wurde und sich am  24. März 2006 mit einem Endspielsieg über die Herner EG Blizzards für die Oberliga qualifizierte. Diese Aufstiegsmöglichkeit wurde aber auf Grund der fehlenden finanziellen Mittel nicht wahrgenommen.
Während der NEV in der Saison 2007/08 zwar die Aufstiegsrunde erreichte, dort aber nur den vorletzten Platz belegte, folgte eine Umstrukturierung der Mannschaft. Im Sommer 2008 wurden viele Spieler verpflichtet, die bereits zuvor das Trikot des NEV trugen. Folglich erreichten die Neusser in der Spielzeit 2008/09 das Play-off-Halbfinale der Regionalliga, wo der Klub allerdings in zwei Partien gegen den späteren Aufsteiger, den EHC Dortmund, verlor.
Zur Saison 2010/11 stieg die Mannschaft in die neu gegründete Oberliga West auf.
Seit der Saison 2015/16 spielt der Neusser EV in der Regionalliga West.

## Spielstätte
Ihre Heimspiele tragen die Mannschaften des Neusser Eishockeyvereins in der Eissporthalle Südpark aus. Die im Jahre 1974 erbaute Halle mit ihrer 60 mal 30 Meter großen Standardeisfläche bietet Platz für ca. 2.850 Zuschauer.
Nach technischen Problemen zum Saisonstart 2023/2024, versagte die Eisaufbereitungsanlage im Sommer 2024 gänzlich. Die neue Flexbande wurde im Dezember 2024 zeitgleich mit der neuen Kühlanlage für die Eisaufbereitung fertiggestellt.
Die Eisfläche wurde auf ein „kanadisches Maß“ (ca. 56 m × 26 m) verkleinert. Trotzdem ist sie immer noch für dem Wettkampfbetrieb nach internationalem Standard geeignet.
Weblinks
- Website des Neusser Eishockey Verein e. V.